# USS Stewart (DD-224)
USS Stewart (DD-224) – niszczyciel amerykański typu Clemson z okresu międzywojennego i II wojny światowej. Zatopiony w doku w 1942, został następnie podniesiony przez Japończyków i wcielony do Cesarskiej Marynarki Wojennej jako patrolowiec Nr 102 (P-102). Odnaleziony po rozpoczęciu okupacji Japonii w roku 1945, został ponownie wcielony na krótko do marynarki amerykańskiej (US Navy).

## Pierwsze lata służby
USS „Stewart” został zbudowany w stoczni William Cramp & Sons w Filadelfii – stępkę położono 9 września 1919 r., zwodowany został 4 marca 1920 roku (matką chrzestną była Margaretta Stewart Stevens, prawnuczka kontradmirała Stewarta) i wcielony do US Navy 15 września 1920 roku (dowódca por. S.G. Lamb).
Po roku działań przybrzeżnych wraz z dywizją rezerwową, USS „Stewart” 12 października roku 1921 dołączył do dywizjonu niszczycieli na Atlantyku. W okresie styczeń-kwiecień 1922 r. brał udział w ćwiczeniach morskich w rejonie Karaibów, by następnie udać się na remont do stoczni w Newport, skąd 20 czerwca udał się, przez Atlantyk, Morze Śródziemne i Ocean Indyjski na Filipiny, by wejść w skład Floty Azjatyckiej.
Schemat działań tej floty – do czego USS „Stewart” natychmiast został wdrożony – polegał na prowadzeniu ćwiczeń z portów chińskich w Yantai i Qingdao latem i Manili zimą oraz na odwiedzaniu kolejnych portów w Chinach. Od zasady tej odstąpiono na krótko w dniach 6–21 września 1923 r. i odbyto rejs do Yokosuki w Japonii celem dostarczenia pomocy ofiarom wielkiego trzęsienia ziemi w Kantō, które nawiedziło Tokio w dniach 30 i 31 sierpnia, powodując ogromne zniszczenia. Nadto od 25 maja do 16 czerwca tego samego roku USS „Stewart” zabezpieczał trasę przelotu czterech samolotów US Army naokoło świata, operując najpierw z Japonii, a następnie z Szanghaju.

## Na chińskich wodach
W latach 1924–1928 Chiny były widownią gwałtownych zamieszek skierowanych przeciwko cudzoziemcom, szczególnie w Szanghaju i Kantonie. W styczniu 1925 r. USS „Stewart” dowoził do Szanghaju żołnierzy Korpusu Marines, a w latach następnych wspomagał patrole kanonierek na rzece Jangcy i wodach przybrzeżnych w okolicach Kantonu. Był w Szanghaju 24 marca 1927 roku, kiedy to siły chińskich komunistów zaatakowały siedziby zagranicznych przedstawicielstw w Nankinie, a przez następne trzy i pół miesiąca niszczyciel stacjonował w Wuhu, Nankinie, Szanghaju i Chenglinie zapewniając ochronę amerykańskich interesów oraz swobodę żeglugi na Jangcy. Znajdował się również na chińskich wodach przybrzeżnych, gdy Japończycy dokonali bombardowania z morza i powietrza Szanghaju w końcu stycznia roku 1932 dając ochronę obywatelom amerykańskim w Shantou, Xiamenie i Szanghaju od lutego do maja tego roku.
Gdy w roku 1937 wybuchł otwarty konflikt zbrojny pomiędzy Japonią a Chinami, USS „Stewart” był ponownie częstym gościem portów chińskich, przy czym ostatni pobyt zakończył się 4 września 1939 roku. Wobec wybuchu II wojny światowej w Europie, został skierowany do służby patrolowej w rejonie Filipin, skąd 5 kwietnia 1940 r. udał się do stoczni Marynarki Wojennej w Cavite na remont kapitalny, który zakończył się 1 czerwca. Po opuszczeniu stoczni niszczyciel zabezpieczał loty wodnopłatowców zapewniających łączność pomiędzy Filipinami a Guam; w okresie od lipca do września tego roku ponownie operował na Morzu Żółtym u wybrzeży Chin. Jednak, wobec pogarszania się sytuacji międzynarodowej, były to już ostatnie misje w tym rejonie. Przez większość 1941 roku USS „Stewart” przebywał na Filipinach, a w dniu 27 listopada, wraz ze wszystkimi większymi jednostkami nawodnymi Floty Azjatyckiej, został skierowany do Holenderskich Indii Wschodnich.

## Ostatnie miesiące w służbie amerykańskiej
8 grudnia 1941 roku USS „Stewart” znajdował się wraz z innymi okrętami alianckimi na kotwicowisku Tarakan na Borneo, gdy dotarła wiadomość o japońskim ataku na Pearl Harbor i wybuchu wojny z Japonią. W ciągu ostatnich tygodni tego roku niszczyciel eskortował wiele statków wycofywanych z terenów walk do Darwin w Australii. W styczniu 1942 r. działał w osłonie konwojów pomiędzy wyspami Indonezji.
30 stycznia 1942 roku USS „Stewart” opuścił kotwicowisko Bunda wraz z lekkim krążownikiem USS „Marblehead” w celu zaatakowania japońskich sił inwazyjnych u południowego wejścia do Cieśniny Makasarskiej. Nim doszło do starcia, „Marblehead” został poważnie uszkodzony przez japońskie samoloty i niszczyciel musiał odprowadzić go do bazy w Tjilatjap na Jawie.
14 lutego USS „Stewart” dołączył do amerykańsko-brytyjsko-holendersko-australijskiego (w skr. ABDA, od ang. American-British-Dutch-Australian) zespołu uderzeniowego pod dowództwem adm. Karela Doormana, którego zadaniem był atak na japoński konwój desantowy u północnych wybrzeży Sumatry. Podczas wychodzenia na pozycję USS „Stewart” musiał wykonać komendę „cała wstecz”, by nie zderzyć się z niszczycielem holenderskim, skutkiem czego wszedł, z nieznacznymi uszkodzeniami, na rafy w cieśninie Stolze, a następnego dnia, 15 lutego, odpierał szczęśliwie liczne ataki nieprzyjacielskiego lotnictwa w cieśninie Bangka. Jakkolwiek japońskie ataki lotnicze nie spowodowały żadnych strat, adm. Doorman uznał, że narażanie okrętów pozbawionych osłony powietrznej mija się z celem i nakazał flocie sprzymierzonych wycofanie. USS „Stewart” został odesłany celem dotankowania do zatoki Ratai na Sumatrze.
Uderzenie na Bali, jakie nastąpiło 19 lutego, zmusiło adm. Doormana do rozproszenia sił; w nocnej bitwie w cieśninie Badung z 19 na 20 lutego 1942 r. okręty alianckie atakowały Japończyków w trzech niezależnych zespołach. USS „Stewart” był okrętem prowadzącym zespół nr 2 i w krótkim, ale zaciekłym starciu znalazł się pod bardzo celnym ogniem niszczycieli japońskich, przede wszystkim „Asashio”. Zniszczone zostały łodzie ratunkowe, trafiona wyrzutnia torped i kambuz, ale najpoważniejsze uszkodzenia spowodował pocisk, który rozerwał burtę na rufie nieco poniżej linii wodnej, co spowodowało zalanie pomieszczenia maszyny sterowej. Okazało się jednak, że maszyna, mimo że dwie stopy pod wodą, jest sprawna i okręt po chwili odzyskał sterowność, po czym wziął istotny udział w uszkodzeniu niszczyciela „Michishio”, oświetlając go reflektorem.
USS „Stewart”, jako najbardziej uszkodzony okręt zespołu, miał jako pierwszy skorzystać z portowego doku pływającego rano dnia 22 lutego, jednak – z niewyjaśnionych przyczyn – podczas podnoszenia doku, gdy było w nim jeszcze ok. 4 metrów wody, nastąpiło przemieszczenie bloków dennych utrzymujących zadokowany okręt na równej stępce po osuszeniu doku i niszczyciel przewrócił się na prawą burtę, uderzając o ścianę doku. Powstały kolejne uszkodzenia, m.in. wygiął się wał jednej ze śrub, powstały dalsze rozszczelnienia kadłuba, spalił się zalany wodą agregat prądotwórczy, natomiast członkom załogi nic się nie stało.
Surabaja znajdowała się w ogniu ciągłych nalotów japońskich i w tej sytuacji uznano, że USS „Stewart” nie będzie remontowany. Jeszcze tego samego dnia po południu załoga opuściła okręt, a władze portowe nakazały zniszczenie jednostki poprzez założenie ładunków wybuchowych i zdetonowanie ich w chwili ewakuacji portu i miasta. Nastąpiło to 2 marca i okręt wraz z dokiem znalazł się pod wodą. Jeszcze kilka dni wcześniej unieruchomiony niszczyciel trafiony został w śródokręcie japońską bombą. 25 marca 1942 roku USS „Stewart” (DD 224) został skreślony z listy okrętów US Navy, a jego imię nadano nowemu niszczycielowi eskortowemu typu Edsall, który wszedł do służby w roku 1943.

## W japońskiej służbie

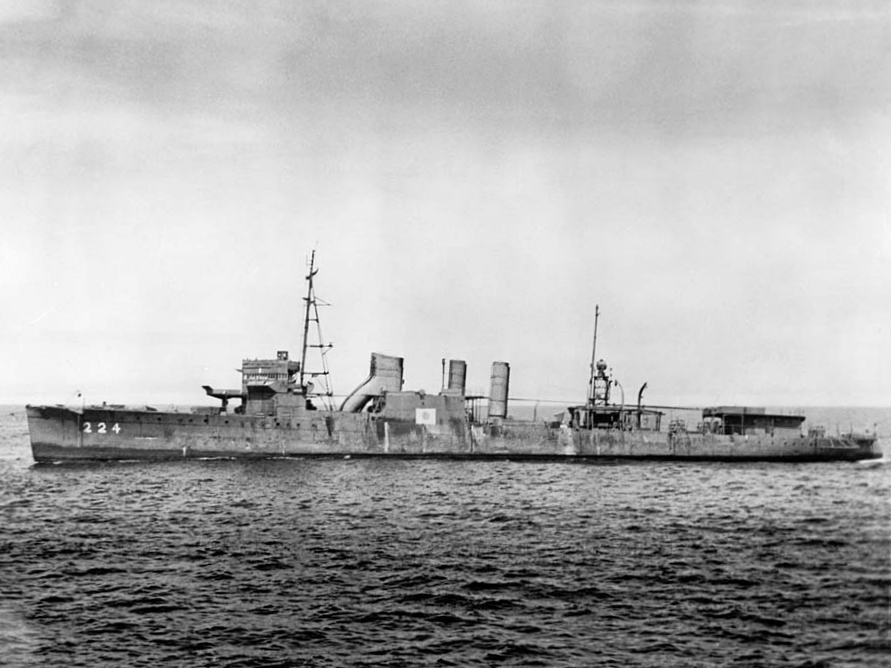
„Stewart” z widocznymi japońskimi modyfikacjami – przede wszystkim połączonymi dwoma przednimi kominami – po wyzwoleniu

W późniejszym okresie wojny piloci amerykańscy zaczęli informować władze o amerykańskim okręcie widywanym na akwenach morskich znajdujących się w rękach Japończyków. Jednostka miała wprawdzie charakterystyczny dla japońskich konstrukcji podwójny wygięty komin, ale powszechnie znana sylwetka gładkopokładowego czterokominowca mówiła, że to niszczyciel typu Clemson. Dowódcy nie dawali pilotom wiary, bowiem według ówczesnej wiedzy żaden amerykański niszczyciel nie wpadł w ręce nieprzyjaciela. Było jednak inaczej. USS „Stewart” przeleżał wprawdzie prawie rok pod wodą, ale w lutym 1943 został przez Japończyków wydobyty, odremontowany, przezbrojony i wcielony 15 czerwca 1943 do japońskiej marynarki jako patrolowiec P Nr 102 (inaczej PB-102). Remont ukończono 20 września 1943. Jego uzbrojenie stanowiły dwa działa przeciwlotnicze 76,2 mm i początkowo 2 wkm-y 13,2 mm oraz bomby głębinowe. Operował w ramach japońskiej Floty Południowego Zachodu jako eskortowiec.
23 sierpnia 1944 r., dowodzony przez por. Tomoyoshiego Yoshimę okręt brał udział w walce, w której patrolowiec CD-22 zatopił w okolicach zatoki Dasol na Filipinach bombami głębinowymi amerykański okręt podwodny USS „Harder”, który poszedł na dno z całą załogą. W listopadzie 1944 roku został skierowany na remont do stoczni w Kure, gdzie otrzymał trójnożny maszt oraz silne uzbrojenie przeciwlotnicze – oprócz dwóch dział 76,2 mm, 16 działek przeciwlotniczych 25 mm Typ 96, ponadto miał 6 miotaczy bomb głębinowych i 72 bomb głębinowych. Po remoncie został wysłany ponownie w rejon południowego zachodu, ale zajęcie Filipin przez Amerykanów odcięło mu drogę. 28 kwietnia 1945 r. został zbombardowany i uszkodzony przez lotnictwo US Army w porcie Mokpo w Korei; 30 kwietnia został ponownie skierowany do Kure, gdzie w sierpniu został zidentyfikowany przez amerykańskie siły okupacyjne stacjonujące w pobliżu.

## Odzyskany i zatopiony

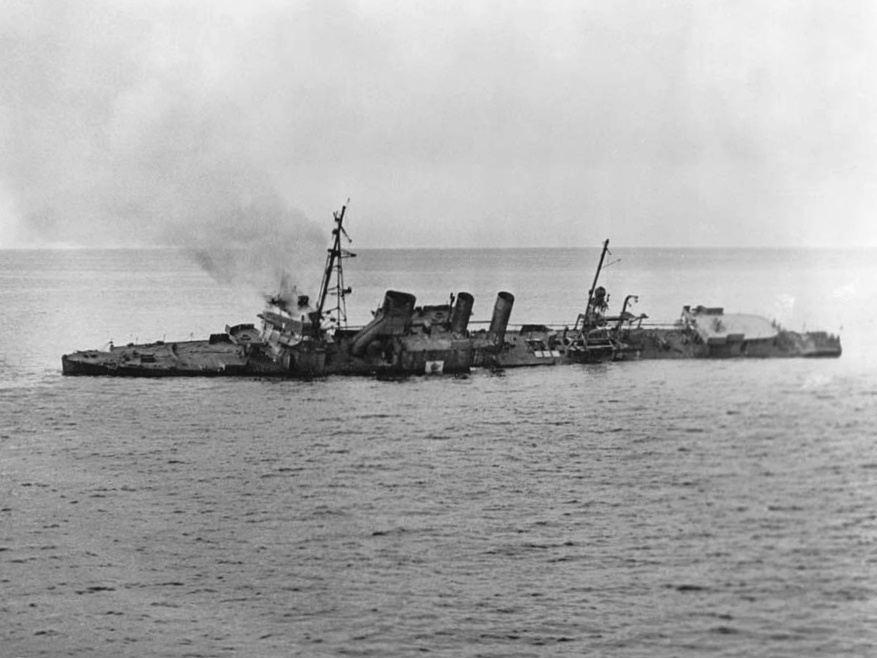
DD-224 zatopiony jako okręt-cel

Podczas podniosłej ceremonii w Kure 29 października 1945 roku niszczyciel został ponownie wcielony do US Navy, ale poprzedniego imienia mu nie przywrócono. Oficjalnie nosił miano DD-224, ale jego nowa załoga nazywała go „RAMP-224” (z ang. Recovered Allied Military Personnel – odzyskana aliancka własność wojskowa). Przyszłość niszczyciela nie była jeszcze ustalona, ale skierowano go wstępnie do Stanów Zjednoczonych. Tymczasem na wysokości wyspy Guam silniki odmówiły posłuszeństwa i w rezultacie DD-224 pokonał Pacyfik na holu. Do San Francisco okręt dotarł na początku marca 1946 roku.
17 kwietnia ponownie skreślono go z listy okrętów US Navy, wykluczono z floty 23 maja, a następnego dnia zbombardowano i zatopiono jako okręt-cel na oceanie niedaleko San Francisco.
Okręt otrzymał dwa odznaczenia battle star za służbę w czasie II wojny światowej.

## Dane taktyczno techniczne
- Wyporność: 1215 ton
- Długość: 95,8 metra (314 stóp 5 cali)
- Szerokość: 9,7 metra (31 stóp 9 cali)
- Zanurzenie 2,8 metra (9 stóp 4 cale)
- Szybkość maksymalna: 35 węzłów (65 km/h)
- Załoga: 101 oficerów i marynarzy
- Uzbrojenie:
  - 4 działa kalibru 102 mm (4 cale)
  - 1 działo kalibru 76 mm (3 cale)
  - 12 wyrzutni torpedowych kalibru 533 mm (21 cali)[1]